# Papa Alessandro VI
Alessandro VI, in latino Alexander PP. VI; in catalano Alexandre VI, nato Roderic Llançol de Borja pronuncia /roðeˈɾik ʎanˈsɔl de ˈbɔɾdʒa/, italianizzato in Rodrigo Borgia (Xàtiva, 1º gennaio 1431 – Roma, 18 agosto 1503), è stato il 214º papa della Chiesa cattolica dal 1492 alla morte.
Fu uno dei papi rinascimentali più controversi, anche per aver riconosciuto la paternità di vari figli illegittimi, fra cui i famosi Cesare e Lucrezia Borgia, tanto che il suo cognome (Borja) è diventato famoso per come viene pronunciato in valenciano: Borgia. Questo cognome diventerà poi sinonimo di libertinismo e nepotismo, che sono tradizionalmente considerati come le caratteristiche del suo pontificato. Tuttavia due dei successori di Alessandro, Sisto V e Urbano VIII, lo descrissero come uno dei papi più importanti dopo San Pietro, forse perché, come scrive lo storico Franco Cardini su Avvenire, "Papa Borgia fu senza dubbio uomo del suo tempo, con tutto il peso morale che ciò può comportare: e peccatore fin che si vuole. Ma fu anche un papa straordinario: avviò la riforma degli ordini religiosi, mostrando di aver compreso i mali della Chiesa del tempo (quelli che avrebbero condotto alla rivolta di Lutero); sistemò la contesa ispano-portoghese dopo la scoperta del Nuovo Mondo, imponendosi per una versione equilibrata del problema. Fu uno statista accorto che, riordinando l'amministrazione, le finanze e l'istituzione dello Stato della Chiesa e ponendo fine a molti abusi, dette da competente un energico impulso agli studi di diritto canonico, necessario per il riordino della gerarchia; fu paziente perfino dinanzi agli attacchi di Girolamo Savonarola, che infatti fu vittima degli odii delle fazioni fiorentine più e prima che della sua volontà”.

## Biografia

### Formazione e carriera ecclesiastica (1431-1484)
Rodrigo, figlio di Jofré Llançol i Escrivà e della moglie aragonese e lontana cugina Isabel de Borja y Cavanilles (sorella del futuro papa Callisto III), nacque a Játiva (nel Regno di Valencia, all'interno del Regno aragonese) il 1º gennaio 1431. Trasferitosi giovanissimo in Italia, fu allievo di Gaspare da Verona, docente di retorica all'Università di Roma, e studiò poi giurisprudenza a Bologna, città in cui arrivò nel 1453 e dove si laureò in diritto canonico il 13 agosto 1456.
Rodrigo ascese ai più alti ranghi della Chiesa quando lo zio, il potente cardinale Alfonso de Borja, divenne papa col nome di Callisto III. Rodrigo fu da questi elevato alla porpora nel febbraio 1456 e volle italianizzare il suo nome in Borgia, così come aveva fatto in precedenza lo zio. Grazie allo sfrenato nepotismo di Callisto, il Borgia assunse un vastissimo potere in seno alla Curia, venendo eletto il 1º settembre del 1457 vicecancelliere di Santa Romana Chiesa.

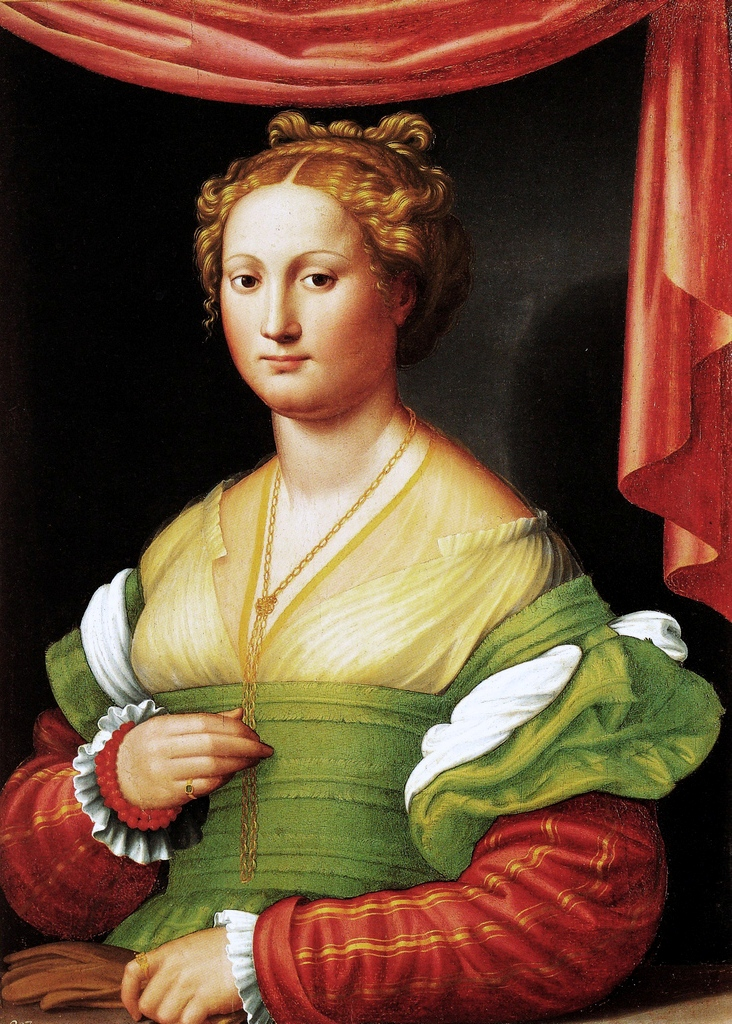
Innocenzo Francucci, Ritratto di Vannozza Cattanei. Vannozza, locandiera di Roma, fu la madre di Cesare, Giovanni, Lucrezia e Goffredo. Ebbe una relazione con Rodrigo per tutti gli anni '70 e buona parte degli anni '80, finché il cardinale non conobbe Giulia Farnese.

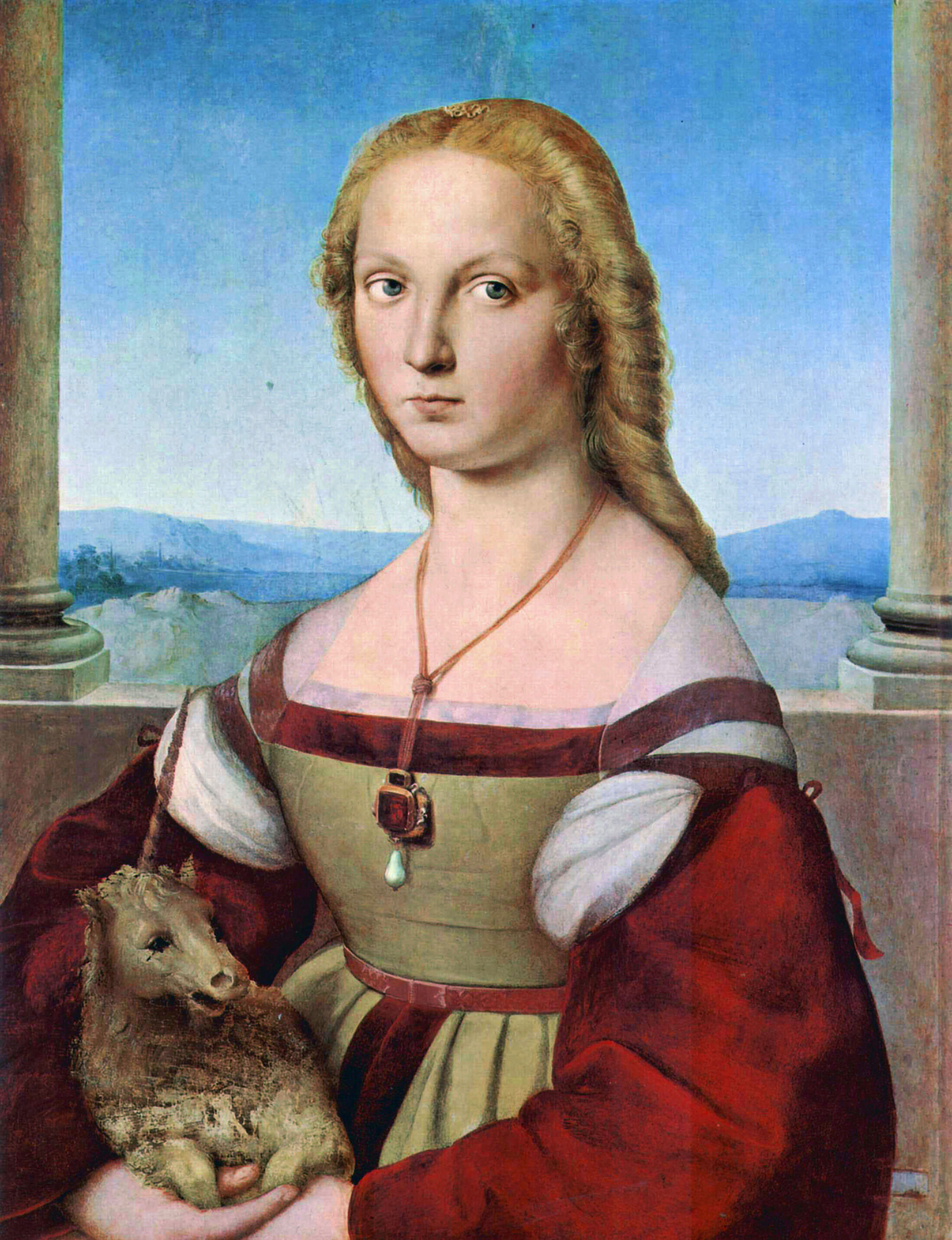
Presunto ritratto di Giulia Farnese: Dama col liocorno, opera di Raffaello, 1505

La condotta libertina di Rodrigo, non criticata dallo zio papa, fu invece aspramente rimproverata da parte dell'umanista Pio II. Questi, impregnato di una profonda fede e di una salda morale acquisita dopo aver compreso gli errori passati in gioventù, mal sopportava la lussuria e i vizi del cardinale Borgia che, pertanto, nel 1460, fu aspramente rimproverato dal pontefice senese, al rimprovero del quale non fece alcuna attenzione. Nonostante tutto, Pio II non determinò la caduta in disgrazia del Borgia, il quale mantenne i vari privilegi che aveva ottenuto sotto Callisto III.
Il cardinale Borgia, tra il 1464 e il 1484, rimase pressoché nell'ombra. Benché si fosse prodigato per l'elezione sia di Paolo II sia di Sisto IV, nell'arco di questi vent'anni le notizie che lo riguardano sono alquanto scarse. Sicuramente tollerato per il suo comportamento dai due pontefici, ben più permissivi e corrotti di Pio II, il Borgia fu nominato legato pontificio in Spagna per la promozione della crociata contro i mori di Granada (22 dicembre 1471), incarico durante il quale favorì il matrimonio tra Isabella di Castiglia e Ferdinando II d'Aragona. Ritornò a Roma il 25 ottobre del 1473. Soltanto sotto Paolo II e Sisto IV il Borgia ricevette gli ordini sacri: nel 1468 fu ordinato diacono, mentre il 30 ottobre 1471 fu ordinato presbitero. Fu abate commendatario di Santa Maria di Maniace dal 1471 al 1491, anno nel quale la "donò" al papa insieme ai feudi limitrofi, nonostante egli fosse unicamente un amministratore del monastero.
Altro dato rilevante da segnalare, fu l'inizio delle ostilità con il cardinale Giuliano della Rovere (nipote di Sisto IV): entrambi uomini ambiziosi e intelligenti, erano in lotta per l'elezione al papato.

### Al servizio di Innocenzo VIII (1484-1492)
All'indomani della morte di Sisto IV nel 1484, il Borgia mercanteggiò con gli altri prelati e con i vari signori della penisola italiana per ottenere l'elezione al papato.
(Giovanni Battista Picotti-Matteo Sanfilippo, Alessandro VI nell'Enciclopedia dei Papi)
Tale era ancora il risentimento degli italiani verso il dispotico governo dei Borgia, sotto papa Callisto. Vistosi privato così del sostegno dei suoi alleati, Rodrigo non poté far altro che convergere i suoi voti, insieme con quelli di Giuliano della Rovere, sul debole Giovanni Battista Cybo, che fu eletto papa con il nome di Innocenzo VIII (29 agosto 1484).
Nonostante lo smacco, il Borgia non si arrese: dal 1484 alla sua elezione a pontefice nel 1492, fu estremamente attivo nella vita del governo della Chiesa di Roma. Innocenzo VIII era un uomo di mondo, interessato principalmente alla sua prole e al fasto del governo degli Stati Pontifici e della Chiesa Universale. Pertanto, per il Borgia non fu difficile influenzare la politica papale con un uomo simile. Benché Rodrigo conservasse ancora per sé il titolo di vicecancelliere, nei primi anni del pontificato del Cybo fu Giuliano della Rovere a detenere il controllo della curia. Quando però questi cadde in disgrazia presso Innocenzo, in seguito alla sfortunata guerra contro Napoli, il Borgia risalì la china, grazie all'alleanza che aveva stabilito già da lungo tempo con il cardinale milanese Ascanio Sforza.
Il 25 luglio 1492 moriva papa Innocenzo VIII. Tre mesi prima era scomparso anche Lorenzo il Magnifico, privando così l'Italia di un'importante personalità politica continentale e di un fondamentale punto di riferimento dell'equilibrio fra gli Stati italiani all'indomani della pace di Lodi.
Il contesto storico è completato dalla Reconquista della penisola iberica per mano dei sovrani Ferdinando II d'Aragona e Isabella di Castiglia, mentre la scoperta dell'America (12 ottobre) sarebbe avvenuta solo tre mesi dopo l'elezione di Alessandro VI, anche se è singolare e per certi versi criptico che sulla tomba del suo predecessore vi sia un epitaffio che ricorda che la scoperta del nuovo mondo sia avvenuta sotto il pontificato di Innocenzo VIII.

### Il Conclave e l'elezione al Soglio

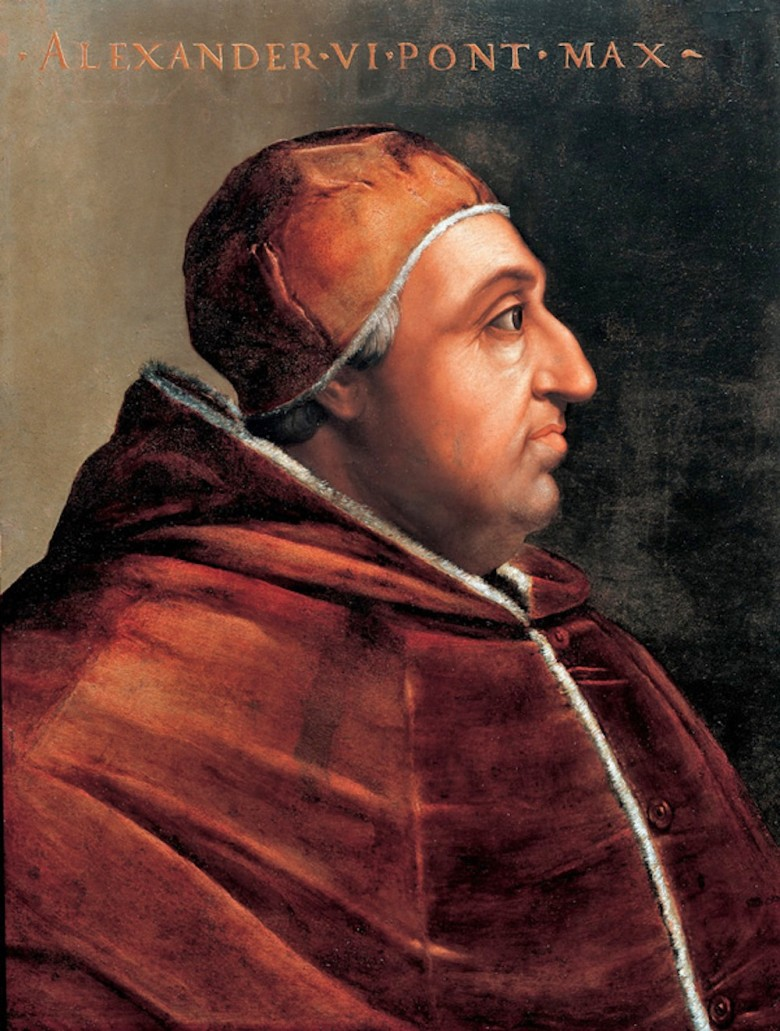
Cristofano dell'Altissimo, Ritratto di Papa Alessandro VI; olio su tela, 59x44 cm, Corridoio vasariano, Firenze

Al Conclave che seguì la morte di Innocenzo parteciparono ventitré cardinali. Questi, il 6 agosto 1492, si riunirono in conclave nella Cappella fatta costruire da papa Sisto IV pochi anni prima e che già mostrava i capolavori pittorici di Botticelli, Perugino e del Ghirlandaio. Nella notte tra il 10 agosto e l'11 agosto, in seguito a trattative simoniache, il cardinale Rodrigo Borgia riuscì ove aveva fallito otto anni prima: l'elezione al Soglio di San Pietro. Fu incoronato in San Pietro il 26 agosto successivo con il nome di Alessandro VI.
Immediatamente, il nuovo papa ricompensò i suoi principali elettori nel conclave: il cardinale Ascanio Sforza fu gratificato con la nomina di Vicecancelliere e con la cessione del palazzo padronale della famiglia Borgia. Al cardinale Colonna furono ceduti la città di Subiaco e i vicini castelli. Il cardinale Orsini ottenne i possedimenti di Soriano nel Cimino e Ponticelli, mentre al cardinale Savelli fu ceduta Civita Castellana.

### Governo della Chiesa

La bolla Desiderando nui, 1499

#### L'ortodossia di papa Borgia
In campo religioso Alessandro VI si dimostrò sempre un pontefice devoto e attento difensore dell'ortodossia. Pur non facendosi promotore di quella riforma ecumenica della Chiesa da molti invocata (in seguito alla morte del figlio Juan nel 1497, fu colto da una crisi di coscienza in cui promise di impegnarsi per riformare la Chiesa, progetto che però rimase lettera morta). Il Borgia difese i diritti della Chiesa contro le prepotenze di duchi e baroni e dispose alcuni provvedimenti volti a migliorare la condizione morale di alcuni enti monastici:
(Picotti-Sanfilippo, Alessandro VI in Enciclopedia dei Papi Treccani, 2000)
Alessandro VI fu il primo papa a interessarsi delle popolazioni amerinde, favorendo la loro conversione. In Europa prese provvedimenti contro i marranos e le streghe (seguendo così la politica del predecessore, Innocenzo VIII), mentre protesse gli Ebrei, dei quali si servì per ottenere prestiti per finanziare le campagne militari di suo figlio Cesare.
Protesse infine alcuni ordini religiosi ed ebbe un contatto epistolare con la beata Colomba da Rieti.

#### Alessandro VI e Girolamo Savonarola (1495-1498)

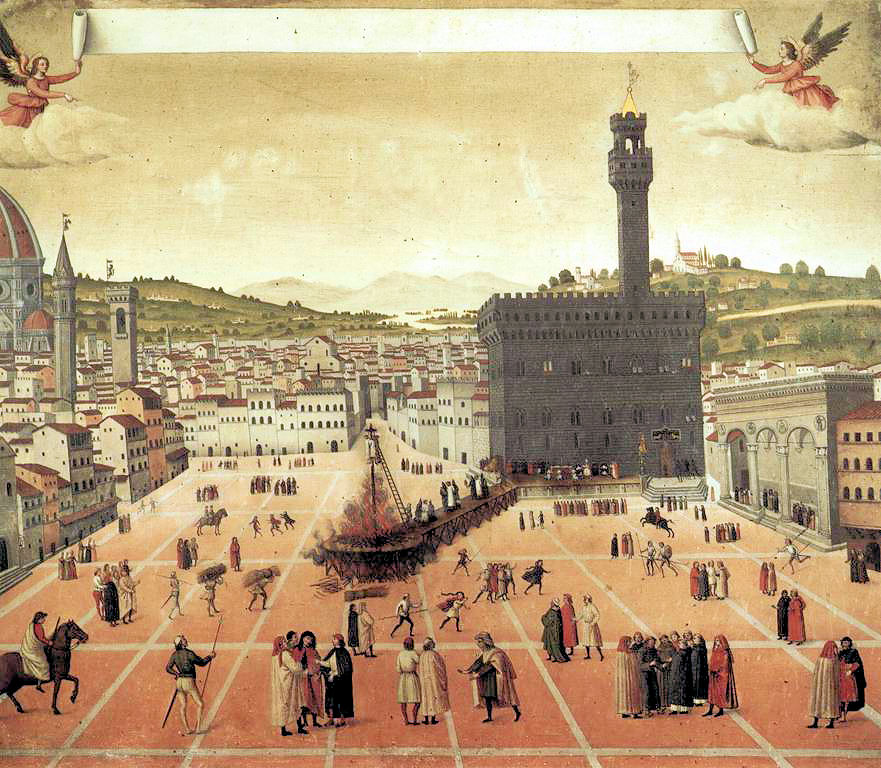
Esecuzione di Savonarola in Piazza della Signoria a Firenze, Museo di San Marco, Firenze. Attribuito a Francesco Rosselli.

Papa Alessandro ebbe un accusatore molto severo, per la sua condotta privata e per la sua spregiudicatezza con cui favoriva la simonia e mischiava la politica con la religione, nel predicatore domenicano ferrarese Girolamo Savonarola (1452-1498). Questi, acerrimo nemico dei Medici, favorì la cacciata del capofamiglia Piero nel 1494 e, dopo aver ottenuto il predominio nella Signoria, ne ottenne il controllo diventandone il leader politico e spirituale. Già da lungo tempo fustigatore dei costumi della Roma papale, dopo aver ottenuto questa posizione di potere il Savonarola incrementò le accuse contro papa Alessandro il quale, irritato, lo chiamò nel 1495 a Roma per discolparsi e gli proibì di predicare.
Tra il 1495 e il 1497 il Papa continuò nella sua politica di indebolimento, ordinando che il Convento di S. Marco di Firenze (di cui il Savonarola era priore) fosse ricondotto nella circoscrizione lombarda e, d'altra parte, tessendo rapporti con i nemici fiorentini del frate, raccolti nel partito degli Arrabbiati.
Il Savonarola continuò nella sua caparbietà, rifiutando l'ordine pontificio e continuando le accuse nei confronti del Borgia. Pertanto, fu scomunicato (13 maggio 1497), anche se in anni recenti è stato dimostrato, sia da un carteggio personale tra il frate e il Borgia sia da carteggi tra il Pontefice e altre personalità, che quella scomunica era falsa. Fu emanata dal cardinale arcivescovo di Perugia Juan López a nome del Papa, su istigazione di Cesare Borgia, che assoldò un falsario per creare una finta scomunica e distruggere il frate. Alessandro protestò vivamente contro il cardinale e minacciò Firenze di interdetto (26 febbraio 1498) affinché gli fosse consegnato il frate, così che potesse salvarlo e farlo discolpare, ma era talmente succubo del figlio Cesare che non agì con tutto il potere che aveva né osò mai rivelare al mondo l'inganno perpetrato dall'amato erede a danno di un uomo che egli stimava come santo. Di là da ciò, i fiorentini, stanchi di queste diatribe tra il frate e il Papa e intimoriti dalla crescente tensione tra le fazioni politiche sostenitrici (i Piagnoni) e avverse al frate (gli Arrabbiati), cedettero e consegnarono il frate nelle mani delle autorità pontificie. Girolamo, dichiarato eretico e scismatico, fu impiccato con altri suoi due confratelli e poi condannato al rogo per eresia (23 maggio 1498) in Piazza della Signoria a Firenze. Le sue ceneri vennero poi sparse in Arno assieme a quelle di altri suoi seguaci.

#### Il Giubileo del 1500
Il 28 marzo del 1499 (giovedì santo) Alessandro VI proclamò solennemente il Giubileo del nuovo secolo con la bolla Inter multiplices, celebrazione molto curata dal Pontefice. Per l'occasione, il Borgia fece ristrutturare e ampliare gli accessi alla basilica di san Pietro: il papa fece aprire una nuova strada, la via Alessandrina, fra le strade di Borgo Vecchio e di Borgo Sant'Angelo (quest'ultima aperta da papa Sisto IV). Questa strada, più tardi chiamata Borgo Nuovo per analogia con le altre strade del rione, fu demolita negli anni trenta del XX secolo. Il cerimoniale redatto in quell'occasione, a cura del cerimoniere pontificio Giovanni Burcardo che si ispirò a quello già impiegato sotto Martino V pochi decenni prima e noto fin dal XIV secolo, è a grandi linee quello ancora osservato, compresa l'apertura delle quattro porte sante nelle quattro basiliche papali (prima di Martino V non si aveva il rito di apertura di alcuna 'Porta Santa').

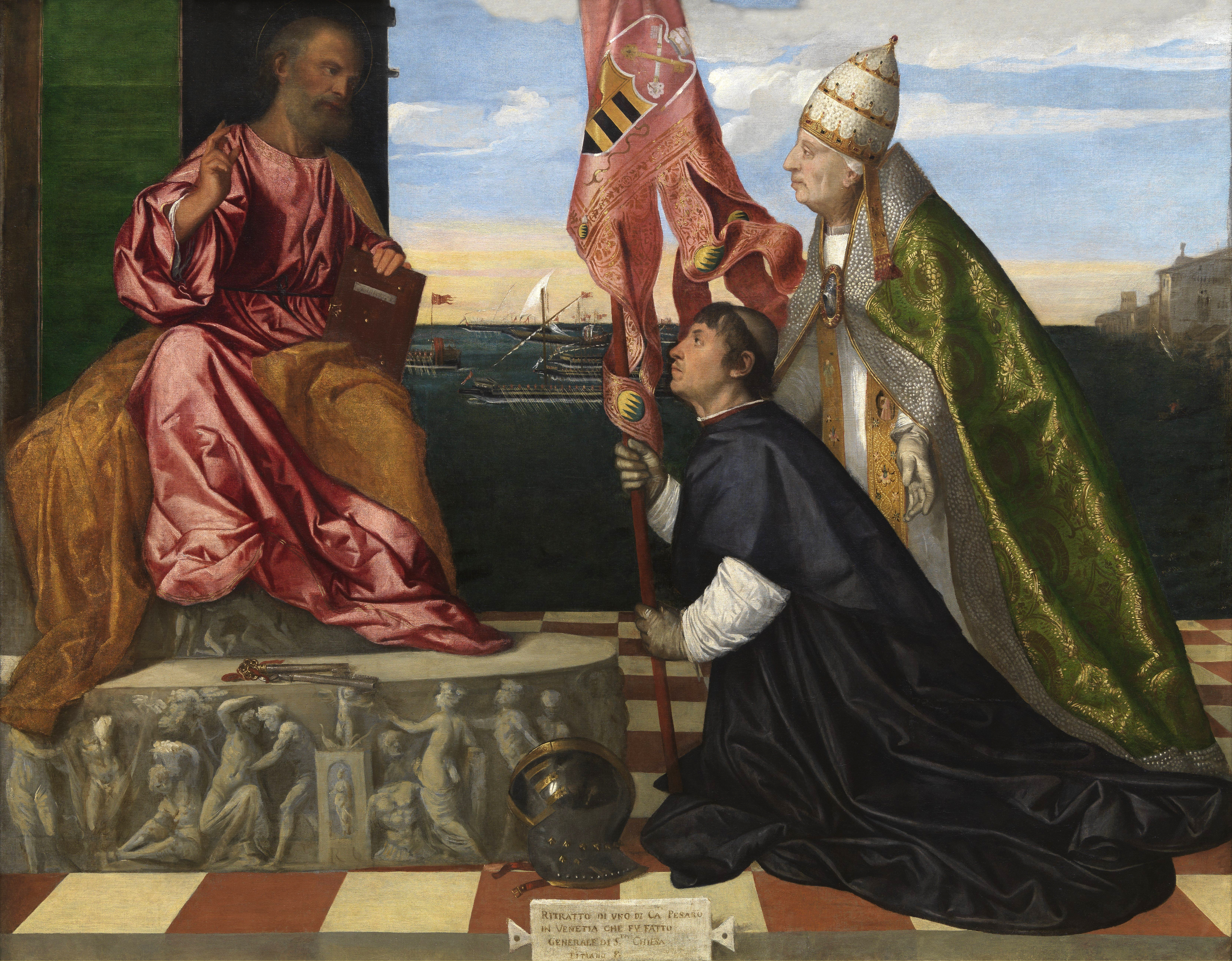
Tiziano, Jacopo Pesaro presentato a san Pietro da papa Alessandro VI, Koninklijk Museum voor Schone Kunsten, Anversa

#### Concistori per la creazione di nuovi cardinali
Papa Borgia durante i concistori ha nominato numerosissimi cardinali, tra cui molti parenti o persone legate alla famiglia Borgia. Tale pratica è detta nepotismo e Alessandro VI è stato il pontefice che più ha applicato questa usanza. Alessandro VI procedette alla nomina di quarantatré nuovi cardinali, nel corso di dieci concistori.

### Il governo di Roma

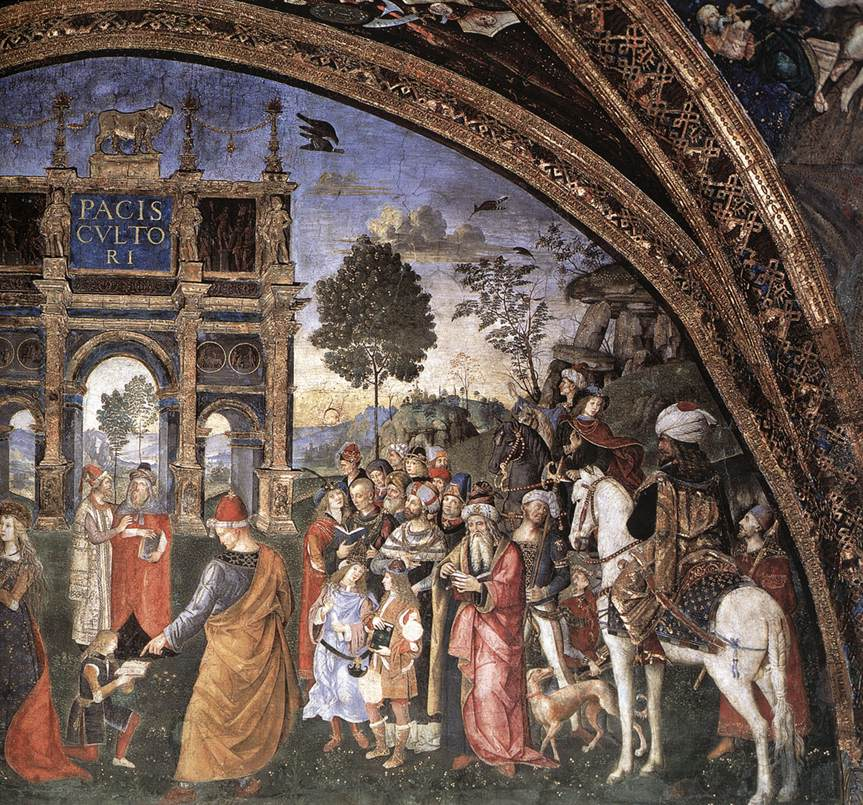
Particolare dell'affresco del Pinturicchio La Disputa di Santa Caterina nell'Appartamento Borgia

Alessandro VI attuò importanti mutamenti nella disordinata Roma del tempo. Il Borgia, nei decenni trascorsi in Curia, aveva acquisito una grande dimestichezza nel governo della Chiesa, in questo aiutato anche da una naturale predisposizione al comando. Roma, sotto Innocenzo VIII e durante l'intermezzo che seguì alla sua morte, era caduta nella corruzione e nel disordine più totale.
Papa Innocenzo VIII aveva permesso il dilagare della corruzione nei pubblici uffici per guadagno personale, e Alessandro VI era deciso nell'estirpare questa piaga, decidendo inoltre di amministrare, ogni martedì, personalmente la giustizia. Per l'ordine interno, nominò quattro commissari per cercare di rimettere ordine a Roma, dove erano scoppiati dei tumulti di varia natura prima della sua elezione e che avevano portato alla morte di ben 220 persone.
Machiavelli, nel Capitolo XVIII de "Il Principe", porta proprio l'esempio di Alessandro VI come modello di differenza tra l'ideale e l'effettuale. La prima forma di scissione tra l'Etico e il Politico nascerebbe in quel preciso momento storico.

### Il mecenatismo e opere realizzate a Roma
Una delle note positive ascrivibili al suo papato si deve al mecenatismo: sotto il suo pontificato il cardinale Jean Bilhères de Lagraulas, ambasciatore di Carlo VIII presso la Santa Sede, commissionò la celebre Pietà a Michelangelo. Gli appartamenti Borgia, nei palazzi vaticani, furono invece commissionati al Pinturicchio, che realizzò, tra il 1492 e il 1495, un notevole ciclo di affreschi in pieno stile rinascimentale (oggi ospitano la sezione di arte moderna dei Musei Vaticani).
Infine, si deve ad Alessandro VI la realizzazione del primo Orto botanico di Roma e del primo organo monumentale dell'antica basilica di san Pietro in Vaticano.

Papa Alessandro VI, dettaglio della Resurrezione, Sala dei Misteri

### Relazioni con i monarchi cristiani

#### La discesa di Carlo VIII in Italia (1493-1495)
Il primo confronto politico che Alessandro VI dovette affrontare fu con il re di Francia Carlo VIII di Valois. Egli, tra il 1492 e il 1493, mediante una serie di trattati stipulati con Enrico VII d'Inghilterra, Ferdinando e Isabella di Spagna e Massimiliano I d'Asburgo, si era assicurato un solido appoggio per la riconquista del Regno di Napoli, quale eredità angioina ma che era nelle mani degli aragonesi. Le mire di Carlo VIII sul Regno di Napoli non erano condivise da papa Alessandro: egli temeva che la discesa del Re di Francia e la conquista del napoletano potesse limitare il campo d'azione del Papato in campo sia politico sia religioso. Dimostrando un'energia impressionante, Alessandro si impegnò per creare un'alleanza con Napoli col fine di scongiurare questa infausta eventualità. Il papa si affrettò, infatti, a concludere con gli aragonesi un'alleanza sancita anche dal matrimonio di suo figlio Goffredo con Sancia (1493), figlia di Alfonso II di Napoli e, successivamente, procedette all'incoronazione dello stesso Alfonso a Re di Napoli attraverso il suo legato nonché nipote, il cardinale Juan Borgia, nel giorno 7 maggio del 1494.

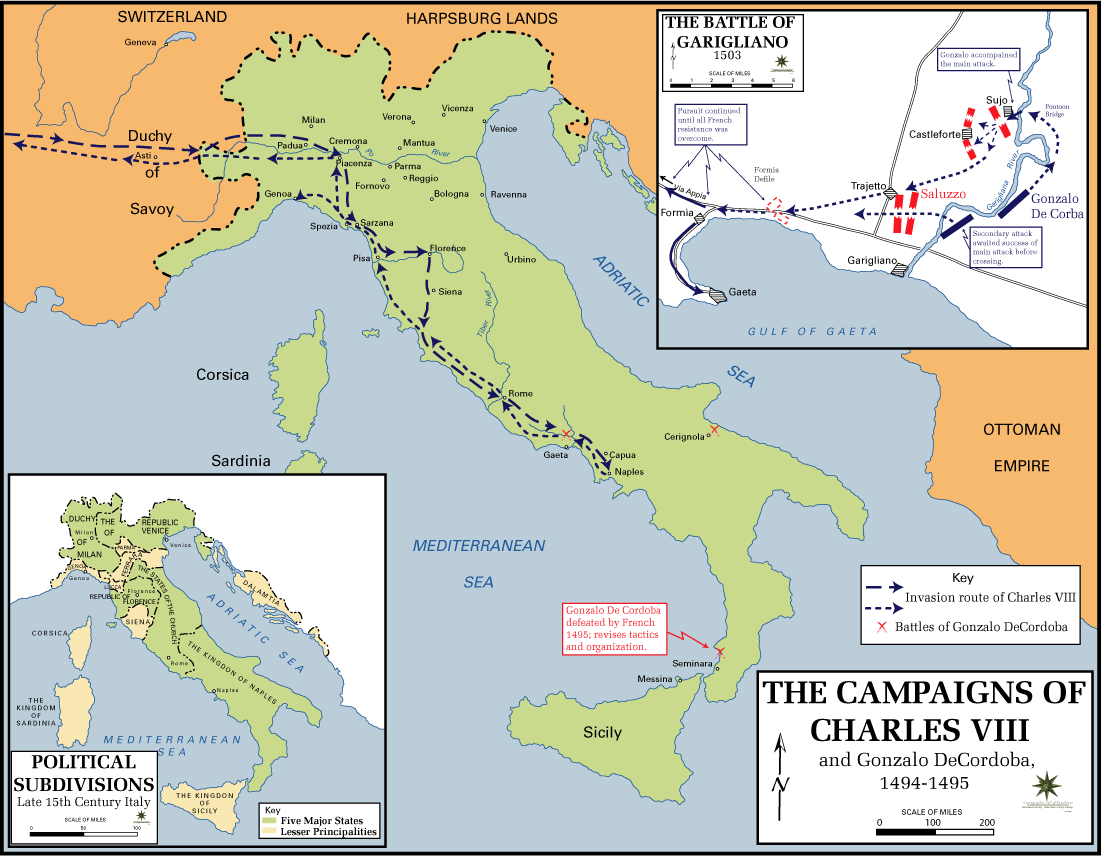
Le tappe della campagna militare italiana di Carlo VIII (1494-1495), che diede origine alle guerre d'Italia

Carlo VIII, giudicando un affronto queste iniziative del papa, scese in Italia alla testa del suo esercito, minacciando tra l'altro la convocazione di un concilio ecumenico per ottenere la deposizione del papa per condotta immorale. Il tentativo da parte del pontefice di creare una lega italica contro l'invasore, però, scemò davanti alla mancanza di una comune volontà di difesa: Ludovico il Moro, nemico di Alfonso II per questioni di carattere dinastico, permise il passaggio delle truppe di Carlo attraverso il Ducato di Milano; Firenze, retta da Piero de' Medici, scese a umilianti accordi con il sovrano d'oltralpe. Venezia preferì rimanere a guardare. Re Alfonso, intravedendo una situazione di pericolo per la sua persona, cedette la corona di Napoli al figlio Ferdinando II e riparò in Sicilia. Lo stesso papa, oltre alla minaccia esterna, si trovò in enorme difficoltà all'interno del suo Stato a causa della ribellione scatenata dai Colonna e da numerose famiglie nobili romane.
Carlo VIII aveva ormai la strada spianata verso Roma, città in cui entrò il 31 dicembre 1494, non trovandovi alcuna resistenza. Il papa era asserragliato in Castel Sant'Angelo e, dopo due settimane di difficili trattative, Alessandro VI decise di scendere a patti con il sovrano francese (15 gennaio 1495), offrendo libero passaggio all'esercito transalpino sul suolo pontificio e mettendo a disposizione anche il figlio Cesare come guida fino ai confini con il Regno di Napoli, in cambio del giuramento di obbedienza del re verso il papa. Dopo di che, il 22 febbraio 1495, il re francese entrava a Napoli, senza colpo ferire.
Ma la facilità con cui Carlo VIII era riuscito a conquistare Napoli cominciò a spaventare tutti gli altri regnanti d'Europa, cosa di cui Alessandro VI approfittò inviando ambasciatori presso Enrico VII e presso l'imperatore Massimiliano e incitando i vari Stati Italiani a formare una Lega Santa (31 marzo 1495), a cui parteciparono l'imperatore, il papa, lo stesso Ludovico il Moro, Venezia e la Spagna. I primi a muoversi furono gli spagnoli. Quando sbarcarono in Calabria, Carlo VIII capì subito che il vento cominciava a spirare contro di lui, per cui si affrettò a riprendere la via del ritorno risalendo la penisola. Nel frattempo Alessandro VI aveva riparato a Orvieto e poi a Perugia.
Carlo VIII fu inseguito dall'esercito della coalizione al comando di Francesco II Gonzaga che, nella sanguinosissima battaglia di Fornovo (6 luglio 1495), ebbe la meglio sull'esercito francese. Carlo VIII, benché sconfitto, riuscì ugualmente ad attraversare le Alpi e a tornare in Francia. Ferdinando II d'Aragona poté così ritornare sul trono di Napoli.

#### Spagna e Portogallo: il trattato di Tordesillas (1494)
Poco prima che Carlo VIII scendesse in Italia, papa Alessandro si impose, grazie alla sua autorità spirituale, nella contesa coloniale tra i regni di Spagna e Portogallo. In seguito alla scoperta del Nuovo Mondo nel 1492, le due nazioni iberiche erano in lite per la spartizione delle aree di influenza. Per evitare una guerra, i rispettivi sovrani decisero di invocare l'arbitrato del pontefice per dirimere la controversia. Alessandro, con la bolla Inter Caetera (4 maggio 1493), divise le terre scoperte tracciando una linea di demarcazione. Questa fu la base per la stipulazione del trattato di Tordesillas il 7 giugno del 1494.

#### L'alleanza con la Francia (1498)

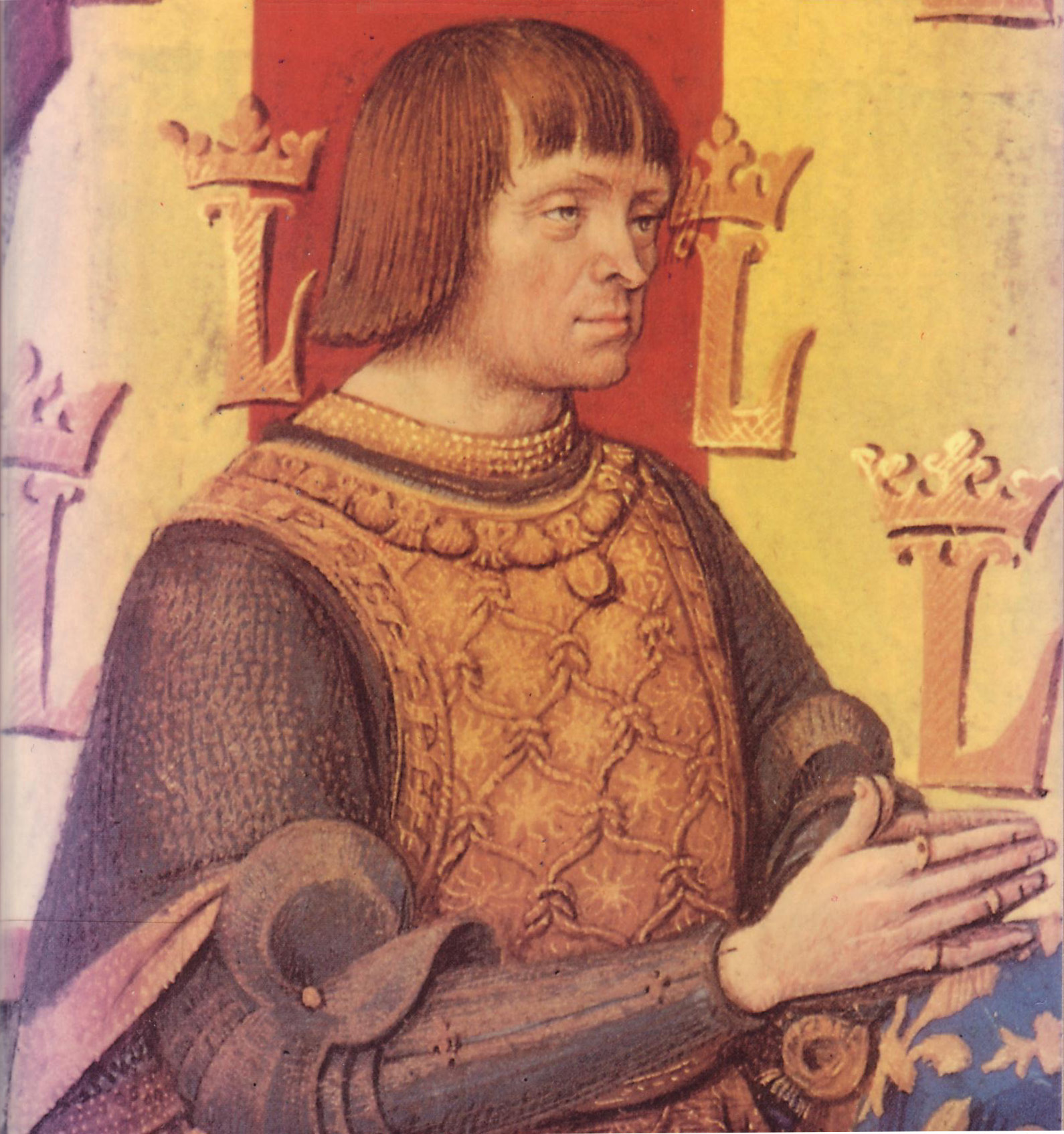
Re Luigi XII di Francia (1498-1515). Alleato di Cesare Borgia, gli offrì il suo appoggio politico per la conquista della Romagna.

Nel 1498, scomparso senza eredi Carlo VIII, salì sul trono di Francia Luigi XII d'Orleans. Uno dei primi atti del nuovo re fu quello di scacciare Ludovico il Moro da Milano, ritenendosi l'erede legittimo del Ducato, in forza del ben noto testamento dei Visconti che assegnava agli eredi di Valentina Visconti il Ducato in caso di estinzione della dinastia. Poiché la dinastia Visconti si era estinta, Luigi XII avanzò pretese di eredità essendo egli discendente diretto di Valentina. Il papa, però, intravide in questo atto grandi possibilità per il figlio Cesare, per cui si affrettò a concludere un'alleanza con il nuovo sovrano francese. Re Luigi, però, interpretò questa alleanza in chiave del tutto diversa, cioè intravide un lasciapassare per la Francia verso la riconquista del Regno di Napoli, quale eredità dei suoi antenati angioini.
Entrambi comunque avevano da guadagnare da un'eventuale alleanza, che venne sigillata attraverso un duplice matrimonio: papa Alessandro sciolse il legame tra Luigi XII e Giovanna di Valois affinché il sovrano potesse sposarsi con Anna di Bretagna, vedova di Carlo VIII. D'altro canto, Luigi XII diede in moglie a Cesare Borgia (che nel Concistoro del 30 settembre 1498 aveva ottenuto di ritornare allo stato laicale), la principessa Charlotte d'Albret, sorella del Re di Navarra; gli assegnò anche il Ducato di Valentinois, e gli promise di sostenerlo nella conquista di parte della Romagna, cui Cesare ambiva, a partire dalla città di Forlì, allora retta da Caterina Sforza. Inoltre, papa Alessandro concesse il cappello cardinalizio a un uomo di fiducia del re di Francia, l'arcivescovo di Rouen Giorgio d'Amboise.
Questa alleanza produsse i suoi effetti pressoché immediatamente. Luigi XII aprì la campagna d'Italia e conquistò subito Milano con l'aiuto anche dei mercenari svizzeri che allora possedevano l'esercito più equipaggiato e meglio organizzato d'Europa. Tant'è che, in cambio dell'aiuto dato ai francesi, soprattutto nella vittoriosa battaglia di Novara del 10 aprile 1500, mediante il trattato di Arona del 1503 ottennero Bellinzona e l'intero Canton Ticino.

### La politica "familiare"

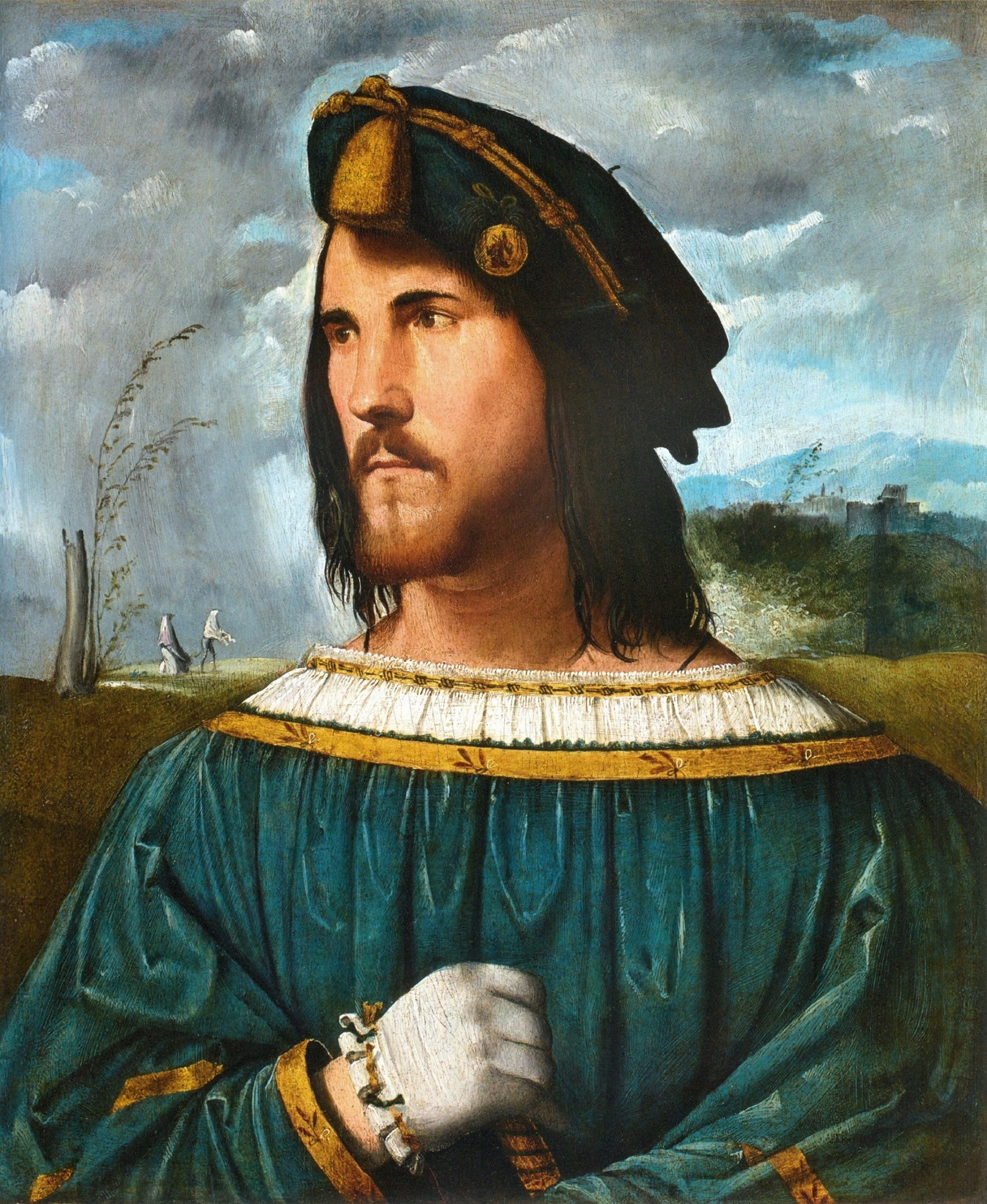
Presunto ritratto di Cesare Borgia, il duca Valentino. Opera di Altobello Melone.

Per Alessandro VI il papato e la Chiesa costituirono solo un mezzo per arricchire ed elevare la sua famiglia, assicurando a ognuno dei figli una posizione di dominio. Il nome di Alessandro VI è legato a una politica tesa a rendere grande la propria famiglia, favorendo la creazione di un regno per il figlio Cesare e imparentando per puri calcoli politici la figlia Lucrezia. La politica borgiana, di carattere estremamente personalistico, andò ben oltre il semplice nepotismo che affliggeva la Chiesa da secoli: Alessandro VI non si limitò ad arricchire solamente la sua famiglia, ma tentò di darle una posizione egemonica.
L'ultima fase del pontificato di papa Alessandro vide le numerose conquiste operate dal figlio in Romagna, con l'intento di creare per lui un dominio personale a discapito dello stesso Stato Pontificio. Grazie ai proventi finanziari dell'Anno Santo e alla vendita di numerose cariche ecclesiastiche e cappelli cardinalizi, il papa riuscì a ottenere i fondi necessari per l'allestimento di un'armata da porre alle dipendenze del figlio. Luigi XII acconsentì tacitamente alle imprese dei Borgia in cambio del mantenimento dei buoni rapporti. Così, nel novembre del 1499, il Valentino poté imbarcarsi in questa campagna di conquista. Con notevole audacia e sfrontatezza il giovane Borgia conquistò, in successione, prima Pesaro, Cesena e Rimini e poi anche Faenza, Urbino e Senigallia.
Il 12 gennaio 1500 si arrese Forlì: il capoluogo romagnolo, governato fin dal 1488 da Caterina Sforza, madre di Giovanni dalle Bande Nere, capitolò cedendo la Rocca di Ravaldino. Dopo di che Alessandro VI investì il figlio del titolo di duca di Romagna (15 maggio 1501). Da quel momento lo Stato della Chiesa perdeva una parte cospicua del suo territorio che passava nelle mani della famiglia Borgia.
Nel frattempo, mentre Cesare operava militarmente, il papa cercò di indebolire la nobiltà romana per favorire l'ascesa della famiglia nella città eterna: furono confiscati i possedimenti ai Savelli, ai Caetani e ai Colonna e furono ridistribuiti tra i membri della famiglia Borgia: Giovanni, figlio di appena due anni dello stesso papa, diventò Duca di Nepi; mentre Rodrigo, figlio di due anni di Lucrezia, divenne Duca di Sermoneta. Infine venne attaccata la famiglia Orsini, con l'eliminazione fisica del cardinale Giovan Battista e il bando decretato contro tutti gli altri componenti della famiglia. Solo la morte del papa (18 agosto 1503) poté bloccare quest'ascesa politica.
Dei ruoli dei vari membri della famiglia Borgia se ne parlerà con più attenzione più avanti. Si dica soltanto che Rodrigo, già nel concistoro del 31 agosto 1492, nominò cardinale Juan de Borja y Llançol de Romani, mentre il 20 settembre del 1493 conferirà la porpora cardinalizia al figlio Cesare. Verso la fine del pontificato, papa Alessandro e il figlio Cesare cominceranno a costruire quei progetti egemonici pianificati nei primi anni: la conquista di un territorio perché diventasse un regno per la loro famiglia, caposaldo sicuro per le generazioni a venire.

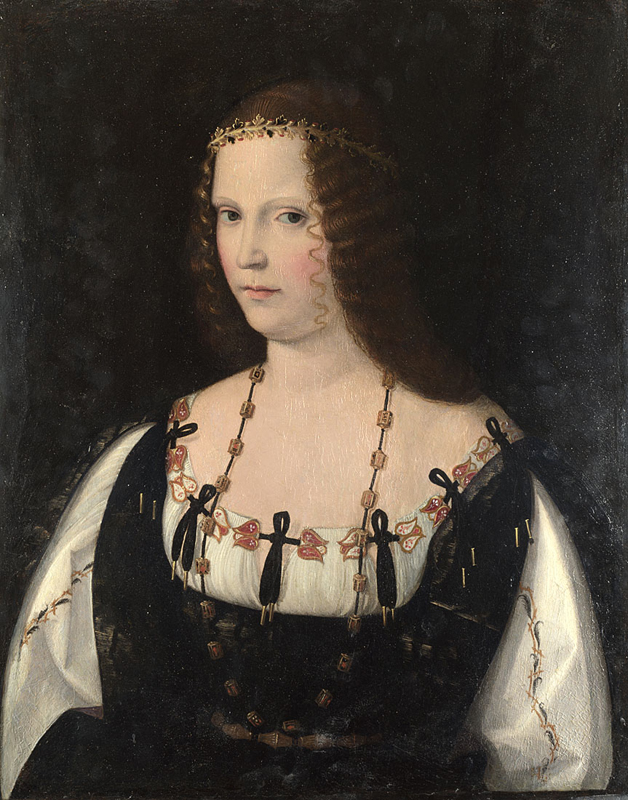
Presunto ritratto di Lucrezia Borgia di Bartolomeo Veneto (1510)

La triade formata da papa Alessandro con i suoi figli Cesare e Lucrezia ha avuto un impatto fortissimo nella cultura popolare, ciò grazie alla propaganda protestante, illuminista e anticlericale che si servì dei Borgia per denunciare la corruzione papale, venendo ripresa dalla storiografia romantica ottocentesca.
(Alexandre Dumas padre)
Già i loro contemporanei rimasero impressionati dalla spietatezza che il Pontefice dimostrava in certe occasioni pur di favorire i suoi cari, alimentando così voci o libelli volti a screditare la famiglia valenciana.
Se papa Alessandro e Cesare furono in verità operatori di atroci azioni come l'assassinio di cardinali (si pensi al tacito assenso del pontefice nell'eliminazione di Alfonso di Bisceglie, secondo marito di Lucrezia, e alla ferocia e freddezza con cui Cesare fece uccidere non solo Alfonso ma anche i suoi oppositori politici), è vero anche che alla verità si unirono dicerie e falsità riguardanti Lucrezia, le quali sono da considerarsi del tutto spurie. Le accuse che le sono state rivolte (incesto con il padre e il fratello; fabbricatrice di veleni usati) sono frutto della leggenda nera, nate nel corso dei secoli successivi. Al contrario, Lucrezia non solo era una donna estremamente intelligente, tanto da rivestire il ruolo di reggente per il padre quando questi si allontanava da Roma, ma anche pia e devota. Pertanto, ella era piuttosto una "pedina" politica per i piani del fratello e del padre, e non complice delle loro nefandezze.

### Morte e sepoltura

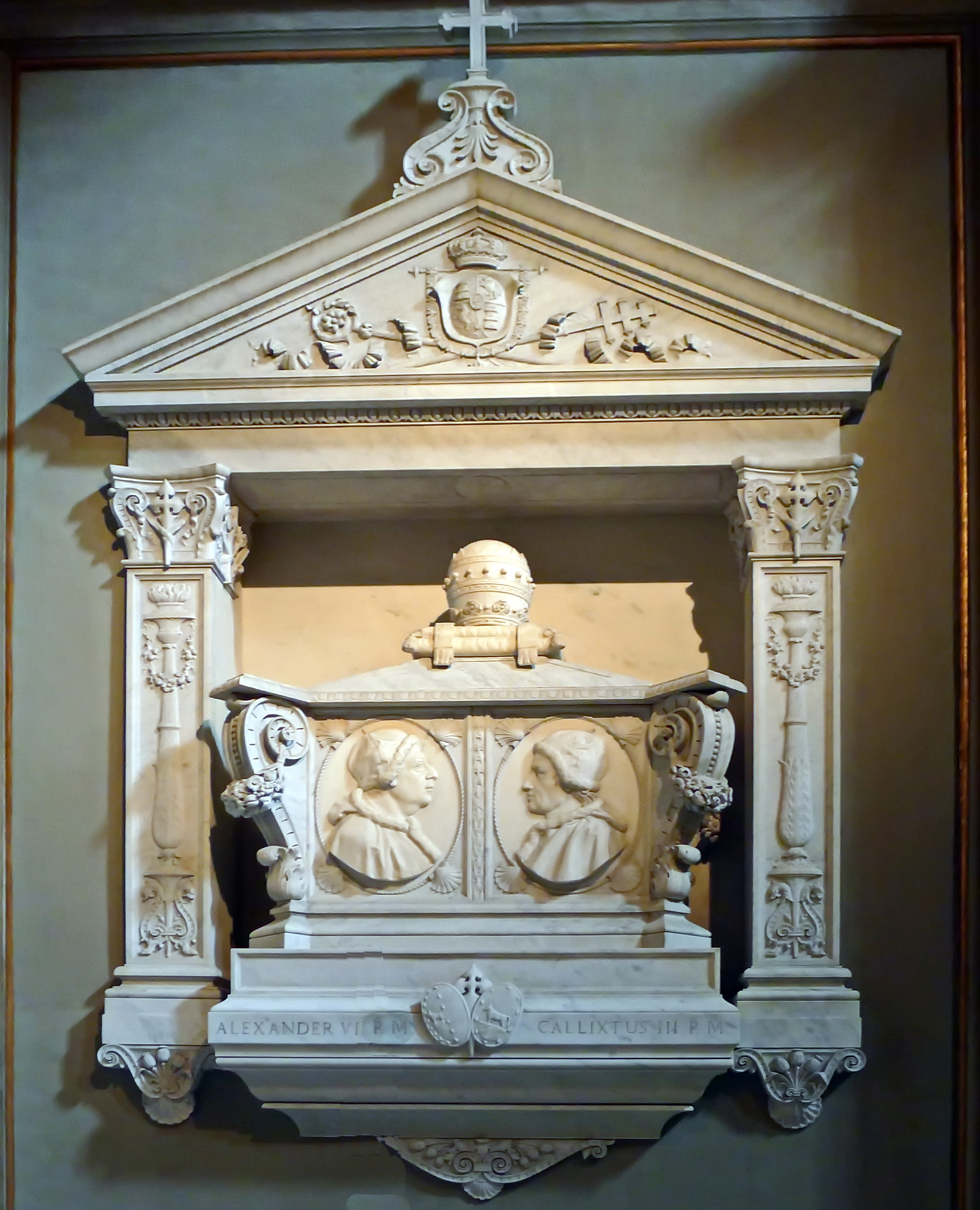
Tomba di Alessandro VI e di Callisto III in Santa Maria di Monserrato

Tuttora le cause della morte di Alessandro VI, avvenuta il 18 agosto 1503, non risultano del tutto chiare. Le cause ufficiali affermano che il papa morì per un attacco improvviso di apoplessia, favorito dalla debolezza indotta dalla malaria, morbo che, nel periodo estivo, colpiva solitamente Roma. Lo stesso figlio Cesare si ammalò insieme al padre ma, a differenza di quest'ultimo, riuscì a sopravvivere. C'è, però, un'altra versione che vuole che la morte del papa sia avvenuta per avvelenamento, ma per errore.
Secondo questa tesi, sostenuta da intellettuali coevi ai Borgia, tra cui Francesco Guicciardini, nel corso di una riunione conviviale presso la dimora del cardinale Adriano Castellesi di Corneto, fu posto del veleno nel vino destinato al cardinale, ma per errore il vino venne bevuto dal papa.
Il cadavere di Alessandro VI subì vicende travagliate. Fu prima deposto, senza alcuna celebrazione funebre, in San Pietro, quasi furtivamente, a causa dei disordini scoppiati all'indomani della sua morte. Fu successivamente traslato nei sotterranei del Vaticano. Nel 1610 le sue spoglie trovarono definitiva sistemazione nella chiesa di Santa Maria di Monserrato, chiesa nazionale degli Spagnoli a Roma, dove rimasero praticamente dimenticate per secoli. Solamente nel 1889, infatti, gli fu dedicato un monumento funebre.

## Discendenza di Alessandro VI

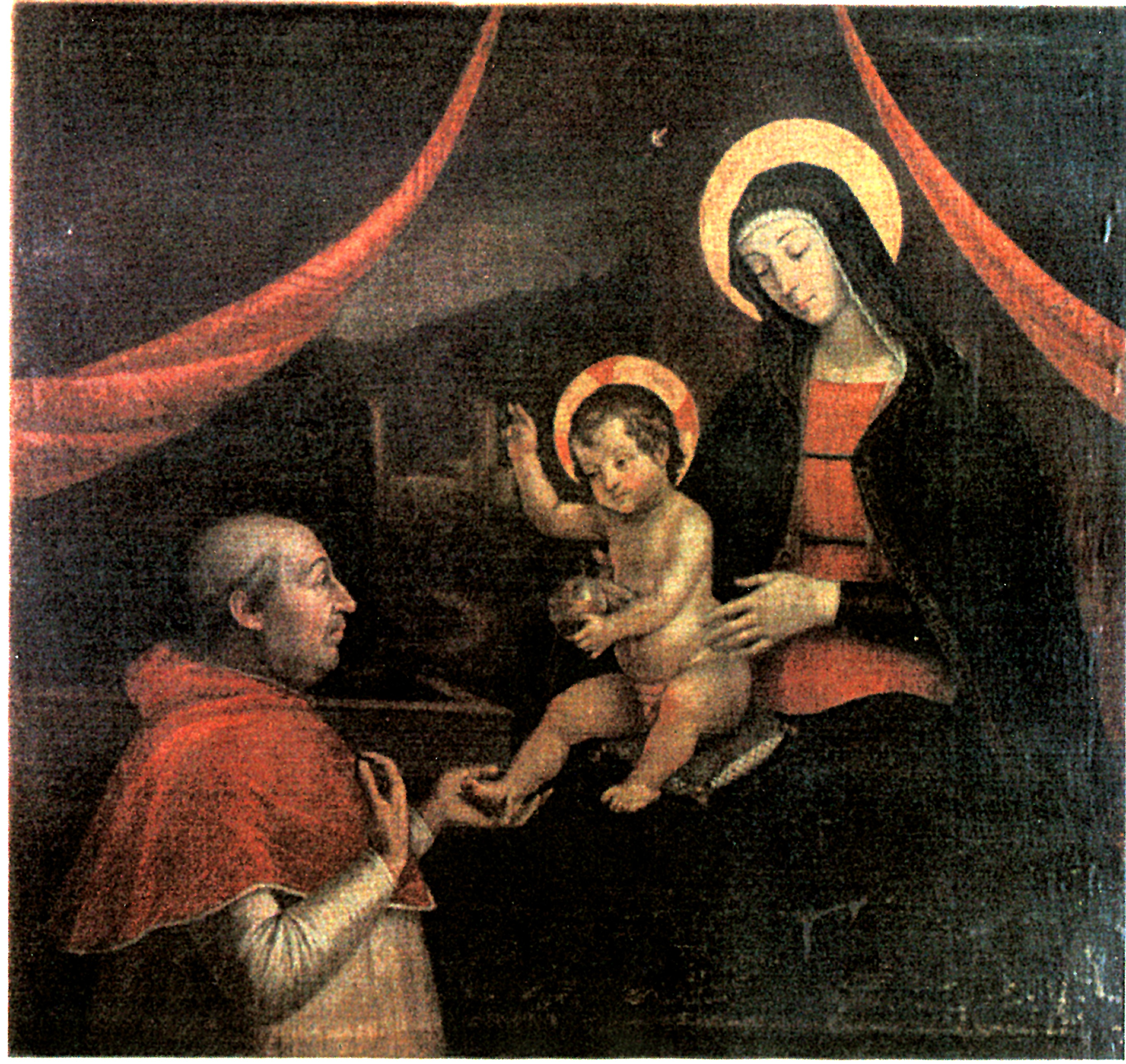
Gesù Bambino delle Mani copia dal Pinturicchio di Pietro Facchetti. L'originale è andato distrutto. Il volto della Vergine Maria sarebbe quello di Giulia Farnese, all'epoca amante del Papa. Una mostra ai Musei capitolini nel 2017 "Pintoricchio pittore dei Borgia. Il mistero svelato di Giulia Farnese" pone a confronto i frammenti superstiti dell'affresco, raffiguranti il Bambino e la Madonna, proponendo la tesi che la Madonna abbia le classiche sembianze del volto mariano dipinto da Pintoricchio, senza nessuna ricerca ritrattistica.

Rodrigo Borgia era un uomo dissoluto e un libertino impenitente e come tale si comportò per tutta la vita: da laico, da cardinale e da papa, dopo un iniziale ravvedimento, ancora di più, senza minimamente preoccuparsi di celare agli altri questa sua scandalosa condotta di vita. Ebbe numerosi figli da varie amanti, tra le quali si ricordano Vannozza Cattanei e la giovane e bella Giulia Farnese.
Ebbe tre figli da una o più madri rimaste ignote:
- Pier Luigi Borgia (1458-1491) Duca di Gandia
- Isabella Borgia (1467-1547)
- Girolama Borgia (1469–1483)

Ebbe quattro figli da Vannozza Cattanei, che a Roma svolgeva l'attività di locandiera:
- Cesare Borgia (1475-1507)
- Juan Borgia (1476-1497)
- Lucrezia Borgia (1480-1519)
- Goffredo Borgia (1481-1516)

Ebbe forse, ma questa paternità è incerta, una figlia da Giulia Farnese (sorella di Alessandro Farnese, futuro Paolo III):
- Laura Orsini (1492-1530)

Ebbe altri due figli da donne sconosciute:
- Giovanni Borgia (1498-1548) detto Infans Romanus, secondo alcuni sarebbe in realtà figlio illegittimo di Lucrezia Borgia e di Pedro Calderón, paggio e favorito del Papa.[48]
- Rodrigo Borgia (1503-1527), riconosciuto da Leone X come figlio di papa Borgia e una donna sconosciuta, secondo alcuni sarebbe in realtà figlio illegittimo di Francisco de Borja, cardinale di Cosenza e parente del defunto pontefice.[49]

## Ascendenza di Alessandro VI
|                              |                  |                           | Genitori               |  |  | Nonni |  |  | Bisnonni         |  |  | Trisnonni            |  |
|                              |                  |                           |                        |  |  |       |  |  | Rodrigo de Borja |  |  | Gonzalo Gil de Borja |  |
|                              |                  |                           |                        |  |  |       |  |  | Rodrigo de Borja |  |  | Gonzalo Gil de Borja |  |
|                              |                  | …                         |                        |  |  |       |  |  | Rodrigo de Borja |  |  |                      |  |
| Rodrigo Gil de Borja         |                  |                           |                        |  |  |       |  |  | Rodrigo de Borja |  |  |                      |  |
|                              |                  | Sabina Anglesola          | …                      |  |  |       |  |  |                  |  |  |                      |  |
|                              |                  | Sabina Anglesola          | …                      |  |  |       |  |  |                  |  |  |                      |  |
|                              |                  | Sabina Anglesola          | …                      |  |  |       |  |  |                  |  |  |                      |  |
| Jofré Llançol i Escrivà      |                  | Sabina Anglesola          |                        |  |  |       |  |  |                  |  |  |                      |  |
|                              |                  | Andreu Escrivà i Pallarès | Andreu Guillem Escrivà |  |  |       |  |  |                  |  |  |                      |  |
|                              |                  | Andreu Escrivà i Pallarès | Andreu Guillem Escrivà |  |  |       |  |  |                  |  |  |                      |  |
|                              |                  | Andreu Escrivà i Pallarès | Sança Pallarès         |  |  |       |  |  |                  |  |  |                      |  |
| Sibilia Escrivà i Pallarès   |                  | Andreu Escrivà i Pallarès |                        |  |  |       |  |  |                  |  |  |                      |  |
|                              |                  | Sibilia de Pròixita       | …                      |  |  |       |  |  |                  |  |  |                      |  |
|                              |                  | Sibilia de Pròixita       | …                      |  |  |       |  |  |                  |  |  |                      |  |
|                              |                  | Sibilia de Pròixita       | …                      |  |  |       |  |  |                  |  |  |                      |  |
| Papa Alessandro VI           |                  | Sibilia de Pròixita       |                        |  |  |       |  |  |                  |  |  |                      |  |
|                              | Domingo de Borja | …                         |                        |  |  |       |  |  |                  |  |  |                      |  |
|                              | Domingo de Borja | …                         |                        |  |  |       |  |  |                  |  |  |                      |  |
|                              | Domingo de Borja | …                         |                        |  |  |       |  |  |                  |  |  |                      |  |
| Domingos de Borja            | Domingo de Borja |                           |                        |  |  |       |  |  |                  |  |  |                      |  |
|                              |                  | Caterina Doncel           | …                      |  |  |       |  |  |                  |  |  |                      |  |
|                              |                  | Caterina Doncel           | …                      |  |  |       |  |  |                  |  |  |                      |  |
|                              |                  | Caterina Doncel           | …                      |  |  |       |  |  |                  |  |  |                      |  |
| Isabel de Borja y Cavanilles |                  | Caterina Doncel           |                        |  |  |       |  |  |                  |  |  |                      |  |
|                              |                  | …                         | …                      |  |  |       |  |  |                  |  |  |                      |  |
|                              |                  | …                         | …                      |  |  |       |  |  |                  |  |  |                      |  |
|                              |                  | …                         | …                      |  |  |       |  |  |                  |  |  |                      |  |
| Francisca Marti Llançol      |                  | …                         |                        |  |  |       |  |  |                  |  |  |                      |  |
|                              |                  | …                         | …                      |  |  |       |  |  |                  |  |  |                      |  |
|                              |                  | …                         | …                      |  |  |       |  |  |                  |  |  |                      |  |
|                              |                  | …                         | …                      |  |  |       |  |  |                  |  |  |                      |  |
|                              |                  | …                         |                        |  |  |       |  |  |                  |  |  |                      |  |

## Successione apostolica
La successione apostolica è:
- Vescovo Tolomeo Pentangelo (1494)
- Vescovo Wiguläus Fröschl von Marzoll (1500)

## Influenza culturale
A causa della sua fama come papa corrotto e amorale è presente in diverse opere.
- Nel videogioco Assassin's Creed II è il capo dei Templari e l'antagonista principale. Compare anche nel seguito Assassin's Creed: Brotherhood, sempre come antagonista, anche se in secondo piano rispetto al figlio, Cesare Borgia.
- È presente in numerose serie TV che hanno come sfondo la sua vicenda, tra cui:
  - I Borgia, serie televisiva canadese creata da Neil Jordan per la rete televisiva Bravo!, in cui è interpretato da Jeremy Irons;
  - I Borgia, serie televisiva francese creata da Tom Fontana per la rete televisiva Canal+, in cui è interpretato da John Doman;
  - I Borgia, miniserie televisiva realizzata dalla BBC e dalla Rai per la rete BBC two, in cui è interpretato da Adolfo Celi.
- Nel 2006 viene prodotto un film in collaborazione tra Italia e Spagna chiamato Los Borgia che ripercorre la sua carriera e in cui è interpretato da Lluís Homar.

## Opere
- Papa Alessandro VI, Bolla "Desiderando nui", [Venezia], [Tipografo di Alexander 6.], [dopo il 18 settembre 1499]. URL consultato il 21 aprile 2015.
- Papa Alessandro VI, Breve 12 maggio 1497 "Cum saepe", [Firenze], [Francesco di Dino], [dopo il 12 maggio 1497]. URL consultato il 21 aprile 2015.